# Bigelowina
Bigelowina is een geslacht van kreeftachtigen uit de klasse van de Malacostraca (Hogere kreeftachtigen).

## Soorten
- Bigelowina biminiensis (Bigelow, 1893)
- Bigelowina phalangium (Fabricius, 1798)
- Bigelowina septemspinosa (Miers, 1881)